# 32-я армия (Япония)
32-я армия (яп. 第32軍) — воинское подразделение японской Императорской армии, действовавшее во время Второй мировой войны.
Сформирована 13 марта 1944 года под командованием генерала Масао Ватанабэ, подчинялась 10-му фронту. Основной задачей было противодействие высадкам Союзников на Окинаве и остальных островах архипелага Рюкю.
В состав армии входило около 77 000 человек (39 000 в 31 батальоне пехоты и 38 000 в артиллерии, танковых и вспомогательных частях) плюс 10 000 человек персонала окинавской ВМБ и 42 000 местных призывников. Однако, большая часть солдат состояла из плохо обученных резервистов, недавно призванной молодёжи и ополчения. Эти войска были в основном уничтожены в ходе проходившей с апреля по июнь 1945 года битвы за Окинаву. Изначально, 32-я армия состояла из 9-й, 24-й и 62-й дивизий и отдельной 44-й смешанной бригады, однако, из-за изменения японским командованием планов обороны, 9-я дивизия была переправлена на Тайвань перед союзным вторжением на остров.